# Macrocollum
Macrocollum itaquii
Genre
Espèce
Macrocollum est un genre fossile de dinosaures Sauropodomorpha Unaysauridae qui vivaient au Trias supérieur (début du Norien) dans ce qui est maintenant le Brésil. C'est l'un des plus anciens dinosaures connus. La seule espèce connue et espèce type est Macrocollum itaquii.

## Découverte

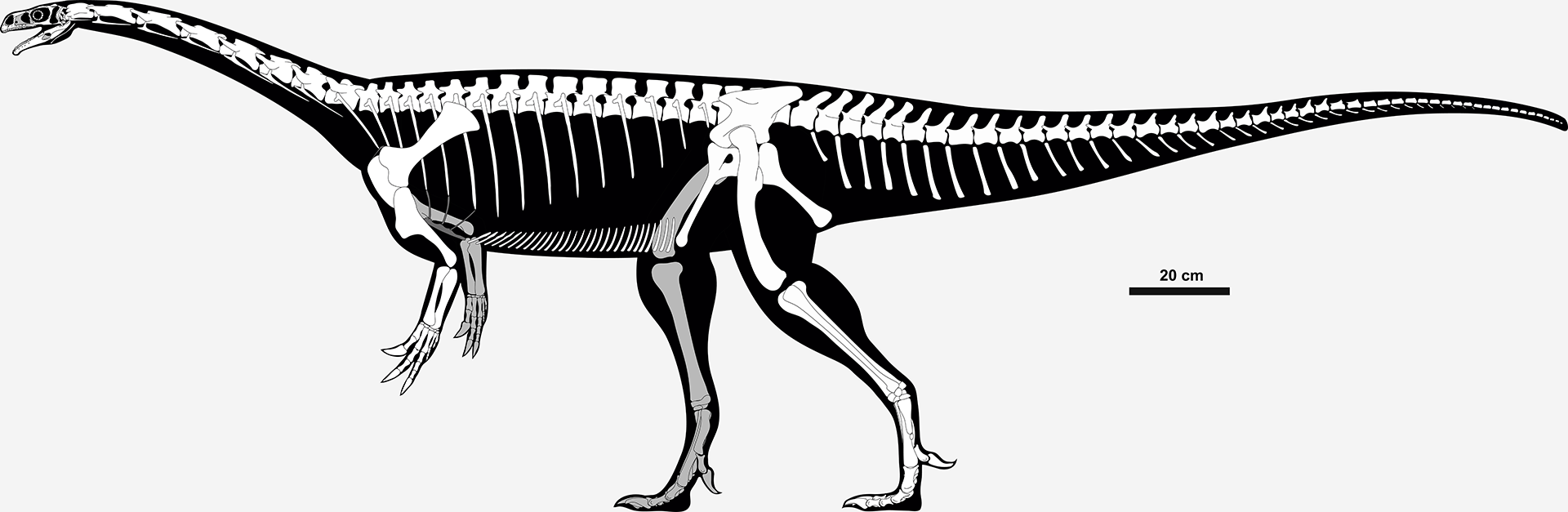
Dessin numérique des restes connus du squelette de Macrocollum itaquii. Les éléments connus sont représentés en blanc et les inconnus en gris.

Macrocollum a été découvert en 2012 dans le Rio Grande do Sul, au Brésil, sur le site de Wachholz de la formation Candelária (en), dans le bassin du Paraná. Il a été annoncé lors d'une conférence de presse le 21 novembre 2018. Le nom générique combine le mot grec μακρός (long) et le mot latin collum (cou), en référence au cou allongé de l'animal. L'épithète spécifique honore José Jerundino Machado Itaqui, l'une des principales personnes à l'origine de la création du CAPPA/UFSM (Centro de Apoio à Pesquisa Paleontológica da Quarta Colônia).

## Description

Taille par rapport à un humain.

Comme la plupart des premiers dinosaures, Macrocollum était relativement petit et marchait sur deux pattes.
Les restes connus de Macrocollum sont relativement bien conservés. Le spécimen holotype consiste en un squelette presque complet et articulé. Les deux spécimens paratypes sont tous deux des squelettes articulés, mais il manque à l'un d'eux son crâne et sa série cervicale.
Macrocollum itaquii diffère de tous les autres Sauropodomorpha connus par une combinaison unique de caractères tels que ceux trouvés sur le crâne, qui comprennent une fosse antéorbitale perforée par une fenêtre prémaxillaire, et un bord médial de la fosse supratemporale avec une simple courbe lisse à la suture frontale/pariétale.

## Classification
Macrocollum, avec Jaklapallisaurus et Unaysaurus, appartient au clade Unaysauridae,.

## Paléoécologie
Macrocollum vivait il y a environ 225,42 à 225 millions d'années, à l'âge Norien de la fin du Trias. Il a été trouvé dans le sud du Brésil, qui était à l'époque relié au nord-ouest de l'Afrique. À l'époque, la plupart des terres émergées de la Terre étaient réunies dans le supercontinent Pangée, qui commençait tout juste à se diviser en Laurasie au nord et en Gondwana au sud,. La datation U-Pb (désintégration de l'uranium) a révélé que la formation de Caturrita (en), proche de la localité de l'holotype, date d'environ 225,42 millions d'années, ce qui la rend plus jeune de moins de 10 millions d'années que les formations de Santa Maria et d'Ischigualasto, d'où proviennent les plus anciens dinosaures.

## Étude
Les iliaques d'un des paratypes de Macrocollum (CAPPA/UFSM 0001b) ont été utilisés comme modèle dans une étude sur les effets taphonomiques de la compression sédimentaire sur la morphologie iliaque des premiers Sauropodomorpha.